# Liopholidophis grandidieri
Liopholidophis grandidieri är en ormart som beskrevs av Mocquard 1904. Liopholidophis grandidieri ingår i släktet Liopholidophis och familjen snokar. Inga underarter finns listade i Catalogue of Life.
Artens utbredningsområde är Madagaskar. Denna orm förekommer i en mindre region på öns östra del. Utbredningsområdet uppskattas vara 7000 km² stort. Habitatet utgörs av fuktiga skogar och torra buskskogar samt områden med gräs, glest fördelade buskar och klippor. Individerna är dagaktiva. Honor lägger ägg.
Skogsbruk och skogens omvandling till jordbruksmark hotar beståndet. Liopholidophis grandidieri är dessutom sällsynt. IUCN kategoriserar arten globalt som sårbar.